# Estados-membros da Organização das Nações Unidas para a Educação, a Ciência e a Cultura
A Organização das Nações Unidas para a Educação, a Ciência e a Cultura (UNESCO) é uma das agências especializadas da Organização das Nações Unidas. A UNESCO foi fundada em 16 de novembro de 1945 com o objetivo de contribuir para a paz e a segurança globais por meio da promoção da educação, desenvolvimento da ciência e estudo da cultura de múltiplas sociedades.
Em 17 de março de 2025, a UNESCO possui 193 Estados-membros e 11 Membros Associados. Alguns membros contam com seus respectivos Comitês Organizadores Nacionais (NOCs) adicionais para tratar do Patrimônio Mundial em seus territórios dependentes. Os Membros Associados, por sua vez, são Estados que não possuem soberania política mas são tratados como parte independente dentro do sistema da organização por questões culturais.
Três Estados-membros da UNESCO não são Estados-membros das Nações Unidas: Ilhas Cook, Niue e Estado da Palestina (sendo este último um Estado Observador da Assembleia Geral das Nações Unidas desde 29 de novembro de 2012). Por outro lado, três Estados-membros das Nações Unidas (Estados Unidos, Israel e Liechtenstein) não são membros da UNESCO. Os Estados Unidos e Israel foram membros fundadores da organização, mas anunciaram seu desligamento em 31 de dezembro de 2018 alegando discordâncias com critérios de funcionamento.
A UNESCO se relaciona com seus Estados-membros através de seu Setor de Relações Externas e Informação Pública (ERI) e do Departamento para a África, que é responsável especificamente pelos Estados-membros da região da África. Atualmente, a UNESCO conta com 183 delegações permanentes de Estados-membros e 13 missões de observadores.

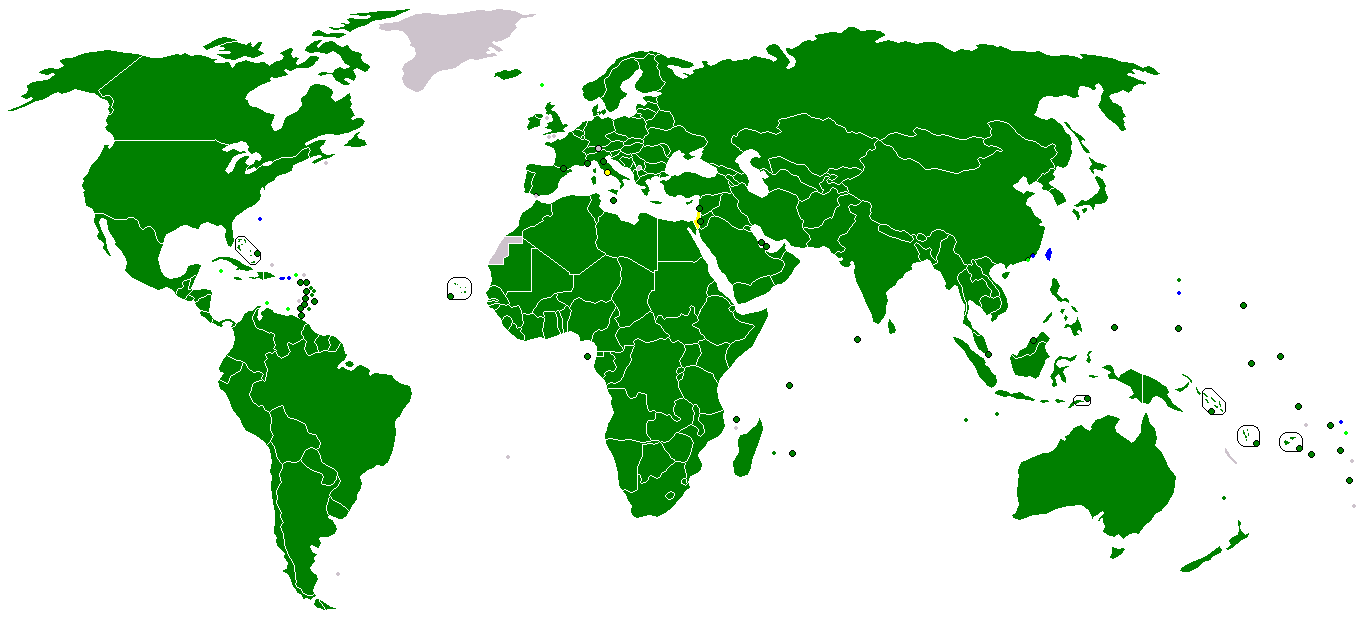
Estados-membros da UNESCO
Território dependente de Estados-membros da UNESCO
Membros Associados da UNESCO
Observadores da UNESCO

## Estados-membros atuais
Em 17 de março de 2025, os 193 Estados-membros da UNESCO são:
| Estado-membro                  | Data de adesão          | Região                    | Sítios |
| ------------------------------ | ----------------------- | ------------------------- | ------ |
| Afeganistão                    | 4 de maio de 1948       | Ásia e Pacífico           | 2      |
| África do Sul                  | 12 de dezembro de 1994  | África                    | 10     |
| Albânia                        | 16 de outubro de 1958   | Europa e América do Norte | 4      |
| Alemanha                       | 11 de julho de 1951     | Europa e América do Norte | 51     |
| Andorra                        | 20 de outubro de 1993   | Europa e América do Norte | 1      |
| Angola                         | 11 de março de 1977     | África                    | 1      |
| Antígua e Barbuda              | 15 de julho de 1982     | América Latina e Caribe   | 1      |
| Arábia Saudita                 | 4 de novembro de 1946   | Estados Árabes            | 6      |
| Argélia                        | 15 de outubro de 1962   | África                    | 11     |
| Argentina                      | 15 de setembro de 1948  | América Latina e Caribe   | 7      |
| Armênia                        | 9 de junho de 1992      | Europa e América do Norte | 3      |
| Austrália                      | 4 de novembro de 1946   | Ásia e Pacífico           | 20     |
| Áustria                        | 13 de agosto de 1948    | Europa e América do Norte | 12     |
| Azerbaijão                     | 3 de junho de 1992      | Europa e América do Norte | 3      |
| Bahamas                        | 23 de abril de 1981     | América Latina e Caribe   | –      |
| Bahrein                        | 18 de janeiro de 1972   | Estados Árabes            | 3      |
| Bangladesh                     | 27 de outubro de 1972   | Ásia e Pacífico           | 3      |
| Barbados                       | 24 de outubro de 1968   | América Latina e Caribe   | 1      |
| Bélgica                        | 29 de novembro de 1946  | Europa e América do Norte | 15     |
| Belize                         | 10 de maio de 1982      | América Latina e Caribe   | 1      |
| Benim                          | 18 de outubro de 1960   | África                    | 2      |
| Bielorrússia                   | 12 de maio de 1954      | Europa e América do Norte | 4      |
| Bolívia                        | 13 de novembro de 1946  | América Latina e Caribe   | 7      |
| Bósnia e Herzegovina           | 2 de junho de 1993      | Europa e América do Norte | 4      |
| Botswana                       | 16 de janeiro de 1980   | África                    | 2      |
| Brasil                         | 4 de novembro de 1946   | América Latina e Caribe   | 23     |
| Brunei                         | 17 de março de 2005     | Ásia e Pacífico           | –      |
| Bulgária                       | 17 de maio de 1956      | Europa e América do Norte | 10     |
| Burquina Fasso                 | 14 de novembro de 1960  | África                    | 3      |
| Burundi                        | 16 de novembro de 1962  | África                    | –      |
| Butão                          | 13 de abril de 1982     | Ásia e Pacífico           | –      |
| Cabo Verde                     | 15 de fevereiro de 1978 | África                    | 1      |
| Camarões                       | 11 de novembro de 1960  | África                    | 2      |
| Camboja                        | 3 de julho de 1951      | Ásia e Pacífico           | 3      |
| Canadá                         | 4 de novembro de 1946   | Europa e América do Norte | 20     |
| Catar                          | 27 de janeiro de 1972   | Estados Árabes            | 1      |
| Chade                          | 19 de dezembro de 1960  | África                    | 2      |
| Chile                          | 7 de julho de 1953      | América Latina e Caribe   | 7      |
| China                          | 4 de novembro de 1946   | Ásia e Pacífico           | 56     |
| Colômbia                       | 31 de outubro de 1947   | América Latina e Caribe   | 9      |
| Comores                        | 22 de março de 1977     | África                    | –      |
| Coreia do Norte                | 18 de outubro de 1974   | Ásia e Pacífico           | 2      |
| Coreia do Sul                  | 14 de junho de 1950     | Ásia e Pacífico           | 15     |
| Costa Rica                     | 19 de maio de 1950      | América Latina e Caribe   | 4      |
| Costa do Marfim                | 27 de outubro de 1960   | África                    | 5      |
| Croácia                        | 1 de junho de 1992      | Europa e América do Norte | 10     |
| Cuba                           | 29 de agosto de 1947    | América Latina e Caribe   | 9      |
| Chipre                         | 6 de fevereiro de 1961  | Europa e América do Norte | 3      |
| Chéquia                        | 22 de fevereiro de 1993 | Europa e América do Norte | 16     |
| Dinamarca                      | 4 de novembro de 1946   | Europa e América do Norte | 10     |
| Djibuti                        | 31 de agosto de 1989    | África                    | –      |
| Dominica                       | 9 de janeiro de 1979    | América Latina e Caribe   | 1      |
| República Dominicana           | 4 de novembro de 1946   | América Latina e Caribe   | 1      |
| Egito                          | 4 de novembro de 1946   | Estados Árabes            | 7      |
| Emirados Árabes Unidos         | 20 de abril de 1972     | Estados Árabes            | 1      |
| Equador                        | 22 de janeiro de 1947   | América Latina e Caribe   | 5      |
| El Salvador                    | 28 de abril de 1948     | América Latina e Caribe   | 1      |
| Guiné Equatorial               | 29 de novembro de 1979  | África                    | –      |
| Eritreia                       | 2 de setembro de 1993   | África                    | 1      |
| Eslováquia                     | 9 de fevereiro de 1993  | Europa e América do Norte | 8      |
| Eslovênia                      | 27 de maio de 1992      | Europa e América do Norte | 5      |
| Espanha                        | 30 de janeiro de 1953   | Europa e América do Norte | 49     |
| Estónia                        | 14 de outubro de 1991   | Europa e América do Norte | 2      |
| Essuatíni                      | 25 de janeiro de 1978   | África                    | –      |
| Etiópia                        | 1 de julho de 1955      | África                    | 9      |
| Fiji                           | 14 de julho de 1983     | Ásia e Pacífico           | 1      |
| Finlândia                      | 10 de outubro de 1956   | Europa e América do Norte | 7      |
| França                         | 4 de novembro de 1946   | Europa e América do Norte | 49     |
| Gabão                          | 16 de novembro de 1960  | África                    | 2      |
| Gâmbia                         | 1 de agosto de 1973     | África                    | 2      |
| Geórgia                        | 7 de outubro de 1992    | Europa e América do Norte | 4      |
| Gana                           | 11 de abril de 1958     | África                    | 2      |
| Grécia                         | 4 de novembro de 1946   | Europa e América do Norte | 18     |
| Granada                        | 17 de fevereiro de 1975 | América Latina e Caribe   | –      |
| Guatemala                      | 2 de janeiro de 1950    | América Latina e Caribe   | 3      |
| Guiné                          | 2 de fevereiro de 1960  | África                    | 1      |
| Guiné-Bissau                   | 1 de novembro de 1974   | África                    | –      |
| Guiana                         | 21 de março de 1967     | América Latina e Caribe   | –      |
| Haiti                          | 18 de novembro de 1946  | América Latina e Caribe   | 1      |
| Honduras                       | 16 de dezembro de 1947  | América Latina e Caribe   | 2      |
| Hungria                        | 14 de setembro de 1948  | Europa e América do Norte | 8      |
| Ilhas Cook                     | 25 de outubro de 1989   | Ásia e Pacífico           | –      |
| Índia                          | 4 de novembro de 1946   | Ásia e Pacífico           | 40     |
| Indonésia                      | 27 de maio de 1950      | Ásia e Pacífico           | 9      |
| Irão                           | 6 de setembro de 1948   | Ásia e Pacífico           | 26     |
| Iraque                         | 21 de outubro de 1948   | Estados Árabes            | 6      |
| Irlanda                        | 3 de outubro de 1961    | Europa e América do Norte | 2      |
| Islândia                       | 8 de junho de 1964      | Europa e América do Norte | 3      |
| Itália                         | 27 de janeiro de 1948]] | Europa e América do Norte | 58     |
| Jamaica                        | 7 de novembro de 1962   | América Latina e Caribe   | 1      |
| Japão                          | 2 de julho de 1951      | Ásia e Pacífico           | 25     |
| Jordânia                       | 14 de junho de 1950     | Estados Árabes            | 6      |
| Cazaquistão                    | 22 de maio de 1992      | Ásia e Pacífico           | 5      |
| Quênia                         | 7 de abril de 1964      | África                    | 7      |
| Kiribati                       | 24 de outubro de 1989   | África                    | 1      |
| Kuwait                         | 18 de novembro de 1960  | Ásia e Pacífico           | –      |
| Quirguistão                    | 2 de junho de 1992      | Ásia e Pacífico           | 3      |
| Laos                           | 9 de julho de 1951      | Ásia e Pacífico           | 3      |
| Letônia                        | 14 de outubro de 1991   | Europa e América do Norte | 2      |
| Líbano                         | 4 de novembro de 1946   | Estados Árabes            | 6      |
| Lesoto                         | 29 de setembro de 1967  | África                    | 1      |
| Libéria                        | 6 de março de 1947      | África                    | –      |
| Líbia                          | 27 de junho de 1953     | Estados Árabes            | 5      |
| Lituânia                       | 7 de outubro de 1991    | Europa e América do Norte | 4      |
| Luxemburgo                     | 27 de outubro de 1947   | Europa e América do Norte | 1      |
| Madagáscar                     | 10 de novembro de 1960  | África                    | 3      |
| Malawi                         | 27 de outubro de 1964   | África                    | 2      |
| Malásia                        | 16 de junho de 1958     | Ásia e Pacífico           | 4      |
| Moldávia                       | 18 de julho de 1980     | Europa e América do Norte | 1      |
| Mali                           | 7 de novembro de 1960   | África                    | 4      |
| Malta                          | 10 de fevereiro de 1965 | Europa e América do Norte | 3      |
| Ilhas Marshall                 | 30 de junho de 1995     | Ásia e Pacífico           | 1      |
| Ilhas Maurícias                | 25 de outubro de 1968   | África                    | 2      |
| Mauritânia                     | 10 de janeiro de 1962   | África                    | 2      |
| México                         | 4 de novembro de 1946   | América Latina e Caribe   | 35     |
| Micronésia                     | 19 de outubro de 1999   | Ásia e Pacífico           | 1      |
| Moldávia                       | 27 de maio de 1992      | Europa e América do Norte | 1      |
| Mónaco                         | 6 de julho de 1949      | Europa e América do Norte | –      |
| Mongólia                       | 1 de novembro de 1962   | Ásia e Pacífico           | 5      |
| Montenegro                     | 1 de março de 2007      | Europa e América do Norte | 4      |
| Marrocos                       | 7 de novembro de 1956   | Estados Árabes            | 9      |
| Moçambique                     | 11 de outubro de 1976   | África                    | 1      |
| Myanmar                        | 27 de junho de 1949     | Ásia e Pacífico           | 2      |
| Namíbia                        | 2 de novembro de 1978   | África                    | 2      |
| Nauru                          | 17 de outubro de 1996   | Ásia e Pacífico           | –      |
| Nepal                          | 1 de maio de 1953       | Ásia e Pacífico           | 4      |
| Países Baixos                  | 1 de janeiro de 1947    | Europa e América do Norte | 12     |
| Nova Zelândia                  | 4 de novembro de 1946   | Ásia e Pacífico           | 3      |
| Nicarágua                      | 22 de fevereiro de 1952 | América Latina e Caribe   | 2      |
| Níger                          | 10 de novembro de 1960  | África                    | 3      |
| Nigéria                        | 14 de novembro de 1960  | África                    | 2      |
| Niue                           | 26 de outubro de 1993   | Ásia e Pacífico           | –      |
| Macedônia do Norte             | 28 de junho de 1993     | Europa e América do Norte | 2      |
| Noruega                        | 4 de novembro de 1946   | Europa e América do Norte | 8      |
| Omã                            | 10 de fevereiro de 1972 | Estados Árabes            | 5      |
| Paquistão                      | 14 de setembro de 1949  | Ásia e Pacífico           | 6      |
| Palau                          | 20 de setembro de 1999  | Ásia e Pacífico           | 1      |
| Palestina                      | 23 de novembro de 2011  | Estados Árabes            | 3      |
| Panamá                         | 10 de janeiro de 1950   | América Latina e Caribe   | 5      |
| Papua-Nova Guiné               | 4 de outubro de 1976    | Ásia e Pacífico           | 1      |
| Paraguai                       | 20 de junho de 1955     | América Latina e Caribe   | 1      |
| Peru                           | 21 de novembro de 1946  | América Latina e Caribe   | 13     |
| Filipinas                      | 21 de novembro de 1946  | Ásia e Pacífico           | 6      |
| Polónia                        | 6 de novembro de 1946   | Europa e América do Norte | 17     |
| Portugal                       | 11 de setembro de 1974  | Europa e América do Norte | 17     |
| Reino Unido                    | 1 de julho de 1997      | Europa e América do Norte | 33     |
| República Centro-Africana      | 11 de novembro de 1960  | África                    | 2      |
| República do Congo             | 24 de outubro de 1960   | África                    | 1      |
| República Democrática do Congo | 25 de novembro de 1960  | África                    | 5      |
| Roménia                        | 27 de julho de 1956     | Europa e América do Norte | 9      |
| Rússia                         | 21 de abril de 1954     | Europa e América do Norte | 30     |
| Ruanda                         | 7 de novembro de 1962   | África                    | –      |
| São Cristóvão e Neves          | 26 de outubro de 1983   | América Latina e Caribe   | 1      |
| Santa Lúcia                    | 6 de março de 1980      | América Latina e Caribe   | 1      |
| São Vicente e Granadinas       | 14 de janeiro de 1983   | América Latina e Caribe   | –      |
| Samoa                          | 3 de abril de 1981      | Ásia e Pacífico           | –      |
| San Marino                     | 12 de novembro de 1974  | Europa e América do Norte | 1      |
| São Tomé e Príncipe            | 22 de janeiro de 1980   | África                    | –      |
| Senegal                        | 10 de novembro de 1960  | África                    | 7      |
| Sérvia                         | 20 de dezembro de 2000  | África                    | 5      |
| Seicheles                      | 18 de outubro de 1976   | África                    | 2      |
| Serra Leoa                     | 28 de março de 1962     | África                    | –      |
| Singapura                      | 8 de outubro de 2007    | Ásia e Pacífico           | 1      |
| Ilhas Salomão                  | 7 de setembro de 1993   | Ásia e Pacífico           | 1      |
| Somália                        | 15 de novembro de 1960  | África                    | –      |
| Sudão                          | 26 de novembro de 1956  | Estados Árabes            | 3      |
| Sudão do Sul                   | 27 de outubro de 2011   | África                    | –      |
| Sri Lanka                      | 14 de novembro de 1949  | Ásia e Pacífico           | 8      |
| Suriname                       | 16 de julho de 1976     | América Latina e Caribe   | 2      |
| Suécia                         | 23 de janeiro de 1950   | Europa e América do Norte | 15     |
| Suíça                          | 28 de janeiro de 1949   | Europa e América do Norte | 13     |
| Síria                          | 16 de novembro de 1946  | Estados Árabes            | 6      |
| Tajiquistão                    | 6 de abril de 1993      | Ásia e Pacífico           | 2      |
| Tanzânia                       | 6 de março de 1962      | África                    | 7      |
| Tailândia                      | 1 de janeiro de 1949    | Ásia e Pacífico           | 6      |
| Timor-Leste                    | 5 de Junho de 2003      | Ásia e Pacífico           | –      |
| Togo                           | 17 de novembro de 1960  | África                    | –      |
| Tonga                          | 29 de setembro de 1980  | Ásia e Pacífico           | –      |
| Trinidad e Tobago              | 2 de novembro de 1962   | América Latina e Caribe   | 3      |
| Tunísia                        | 8 de novembro de 1956   | Estados Árabes            | 8      |
| Turquia                        | 4 de novembro de 1946   | Europa e América do Norte | 18     |
| Turquemenistão                 | 17 de agosto de 1993    | Ásia e Pacífico           | 3      |
| Tuvalu                         | 21 de outubro de 1991   | Ásia e Pacífico           | –      |
| Uganda                         | 9 de novembro de 1962   | África                    | 3      |
| Ucrânia                        | 12 de maio de 1954      | Europa e América do Norte | 8      |
| Uruguai                        | 8 de novembro de 1947   | América Latina e Caribe   | 3      |
| Uzbequistão                    | 26 de outubro de 1993   | Ásia e Pacífico           | 5      |
| Vanuatu                        | 10 de fevereiro de 1994 | Ásia e Pacífico           | 1      |
| Venezuela                      | 25 de novembro de 1946  | América Latina e Caribe   | 3      |
| Vietname                       | 6 de julho de 1951      | Ásia e Pacífico           | 8      |
| Iêmen                          | 2 de abril de 1962      | Estados Árabes            | 5      |
| Zâmbia                         | 9 de novembro de 1964   | África                    | 1      |
| Zimbabwe                       | 22 de setembro de 1980  | África                    | 5      |

## Membros associados
| Membro associado         | Data de associação     | Região                    | Sítios |
| ------------------------ | ---------------------- | ------------------------- | ------ |
| Anguila                  | 9 de novembro de 2021  | América Latina e Caribe   | –      |
| Aruba                    | 20 de outubro de 1987  | América Latina e Caribe   | –      |
| Curaçau                  | 25 de outubro de 2011  | América Latina e Caribe   | –      |
| Ilhas Caimã              | 30 de outubro de 1999  | América Latina e Caribe   | –      |
| Ilhas Faroé              | 12 de outubro de 2009  | Europa e América do Norte | –      |
| Ilhas Virgens Britânicas | 24 de novembro de 1983 | América Latina e Caribe   | –      |

## Observadores
A UNESCO reconhece 2 Observadores Permanentes e 10 organizações intergovernamentais com Missões de Observadores Permanentes junto à organização.
Estados não-membros
- Santa Sé

Entidades
- Ordem Soberana e Militar de Malta

Organizações intergovernamentais
- Banco Interamericano de Desenvolvimento
- Conselho da Europa
- Faculdade Latino-Americana de Ciências Sociais
- Liga dos Estados Árabes
- Organização Árabe para a Educação, Ciência e Cultura
- Organização dos Estados Ibero-americanos
- Organização do Mundo Islâmico para Educação, Ciência e Cultura
- União Africana
- União Europeia
- União Latina

Além destas entidades, a UNESCO possui um escritório de representação da Universidade das Nações Unidas.